# UDGVirtual
La UDGVirtual Conocido Actualmente UdeG Plus se refiere a la Universidad de Guadalajara Virtual. Es una modalidad de educación a distancia ofrecida por la Universidad de Guadalajara (UdeG), una institución educativa mexicana de gran prestigio. La UDGVirtual tiene como objetivo proporcionar oportunidades de aprendizaje a personas que, por diversas razones, no pueden acceder a la educación presencial.
Las características y ofertas académicas de la UDGVirtual pueden variar, pero generalmente incluyen programas de licenciatura, posgrado y cursos en línea en diversas áreas de estudio. Los estudiantes pueden acceder a los materiales de aprendizaje, participar en actividades académicas y colaborar con profesores y compañeros a través de plataformas en línea.
Al optar por la modalidad virtual, los estudiantes pueden tener flexibilidad en cuanto a horarios de estudio, lo que hace que sea más accesible para aquellos que trabajan o tienen otras responsabilidades. La UDGVirtual utiliza la tecnología para facilitar el proceso educativo, brindando acceso a recursos digitales y fomentando la interacción en línea.

## Misión
La misión del sistema es realizar investigación de vanguardia, proporcionar docencia de calidad, participar en actividades de extensión y vinculación, todo enfocado en la gestión del conocimiento en ambientes virtuales. La perspectiva global sugiere que el sistema tiene un alcance internacional y busca contribuir a la mejora del entorno global.
Valores principales
Innovación permanente: destacan por su liderazgo en la innovación continua en los procesos relacionados con la gestión del conocimiento en ambientes virtuales. Compromiso: el equipo profesional está altamente comprometido con la misión y visión del sistema, trabajando para ofrecer productos y servicios de calidad. Adaptación a las necesidades de aprendizaje: se esfuerzan por ofrecer productos y servicios que se adapten a las necesidades de aprendizaje de las personas, contribuyendo así a la mejora del entorno.
Objetivos
- Realizar investigación líder en el campo de la gestión del conocimiento en ambientes virtuales.
- Ofrecer programas de docencia de alta calidad en modalidad virtual.
- Participar en actividades de extensión y vinculación para aplicar los conocimientos adquiridos en la práctica.
- Desarrollar y aplicar tecnologías apropiadas para mejorar la calidad de los productos y servicios ofrecidos.

Alcance internacional
El sistema tiene una perspectiva internacional, lo que implica que sus productos y servicios pueden ser utilizados y aplicados en diferentes partes del mundo.

## Visión
La «Universidad para todos con alcance mundial» que describes parece ser una visión de una institución educativa que busca proporcionar oportunidades de aprendizaje a una audiencia global, independientemente de su ubicación geográfica o circunstancias individuales. Aquí hay una descripción más detallada basada en tu enunciado:
- Inclusividad global: esta universidad tiene como objetivo eliminar barreras geográficas y socioeconómicas para brindar acceso a la educación superior a cualquier persona en cualquier parte del mundo. Utiliza tecnologías digitales y en línea para facilitar la participación de estudiantes de diversos orígenes y ubicaciones.

- Colaboración en red: La institución actúa como un «nodo» central que conecta y coordina diversas entidades educativas, tanto a nivel nacional como internacional. Estas entidades pueden incluir otras universidades, instituciones de investigación, organizaciones sin fines de lucro y empresas comprometidas con la educación.

- Gestión de trabajo en red: la universidad se dedica a la gestión eficiente de la colaboración en red. Esto implica coordinar esfuerzos para producir, distribuir y aplicar conocimientos de manera colaborativa. La gestión en red puede involucrar la creación de plataformas en línea, sistemas de comunicación efectivos y procesos de toma de decisiones compartidas.

- Producción de conocimiento: la universidad no solo se limita a impartir conocimientos existentes, sino que también tiene un papel activo en la generación de nuevos conocimientos. Fomenta la investigación y la innovación, contribuyendo así al avance de la ciencia y la tecnología.

- Sustentabilidad: la oferta de servicios educativos está diseñada para ser sostenible a largo plazo. Esto puede incluir prácticas ecológicas, eficiencia en el uso de recursos y una atención cuidadosa a las necesidades cambiantes de la sociedad para adaptarse y evolucionar de manera continua.

- Servicios educativos idóneos: la universidad se esfuerza por proporcionar programas educativos que sean relevantes, actualizados y adaptables a las necesidades de la sociedad. Utiliza métodos pedagógicos modernos y se mantiene al tanto de las tendencias educativas emergentes.[5]